# Bassin de l'Encelade
Le bassin de l'Encelade est une fontaine des jardins de Versailles, en France.

## Localisation
Le bassin de l'Encelade est située en bas  du bosquet de l'Encelade.

## Description

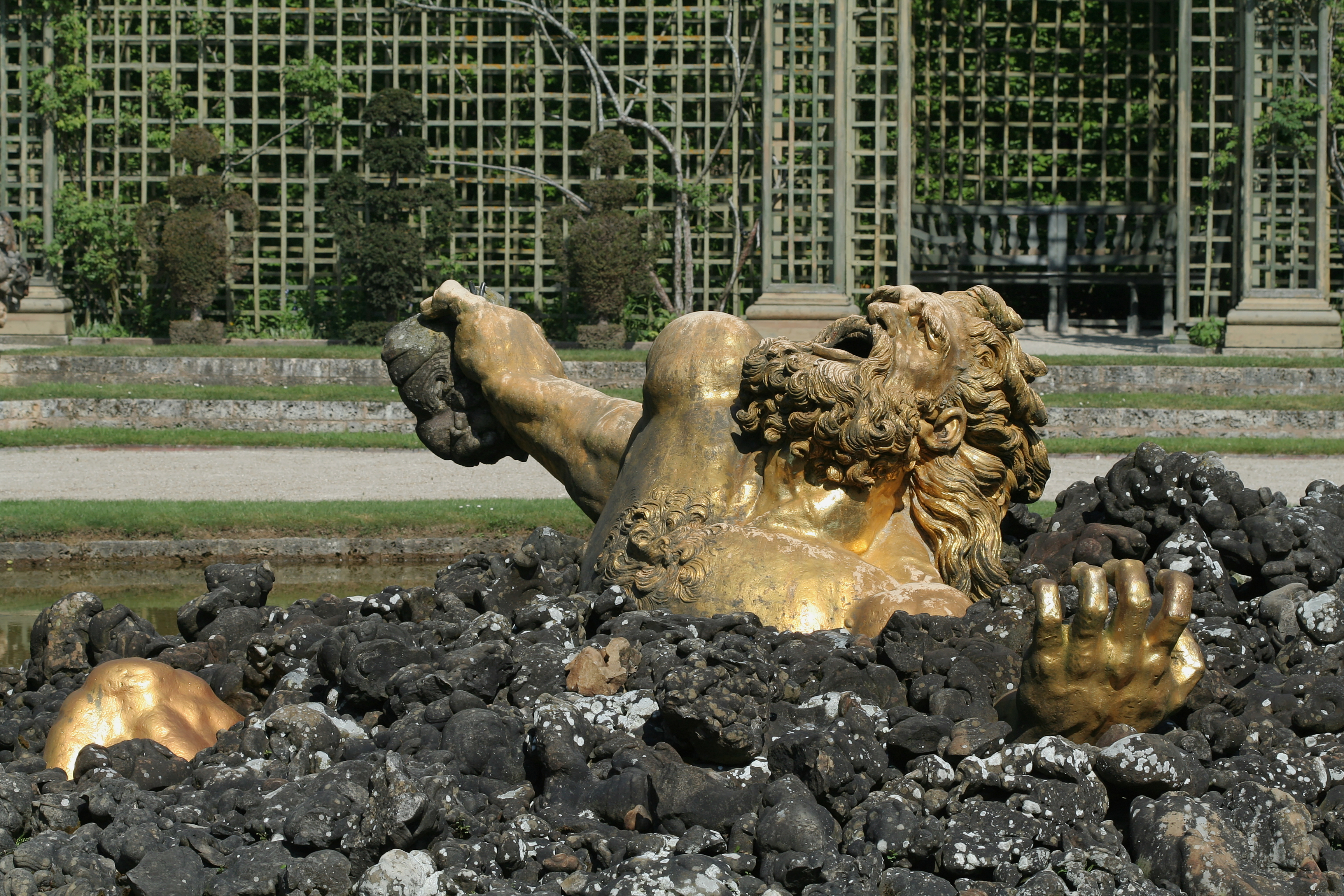
Encelade écrasé sous des rochers, plomb doré de Gaspard Marsy.

Au centre du bassin, est une statue de Gaspard Marsy en plomb doré figurant Encelade, le chef de la révolte des titants, écrasé sous les rochers et se transformant en l'Etna. Il sort de sa bouche, un jet de 78 pieds de hauteur. 

## Histoire

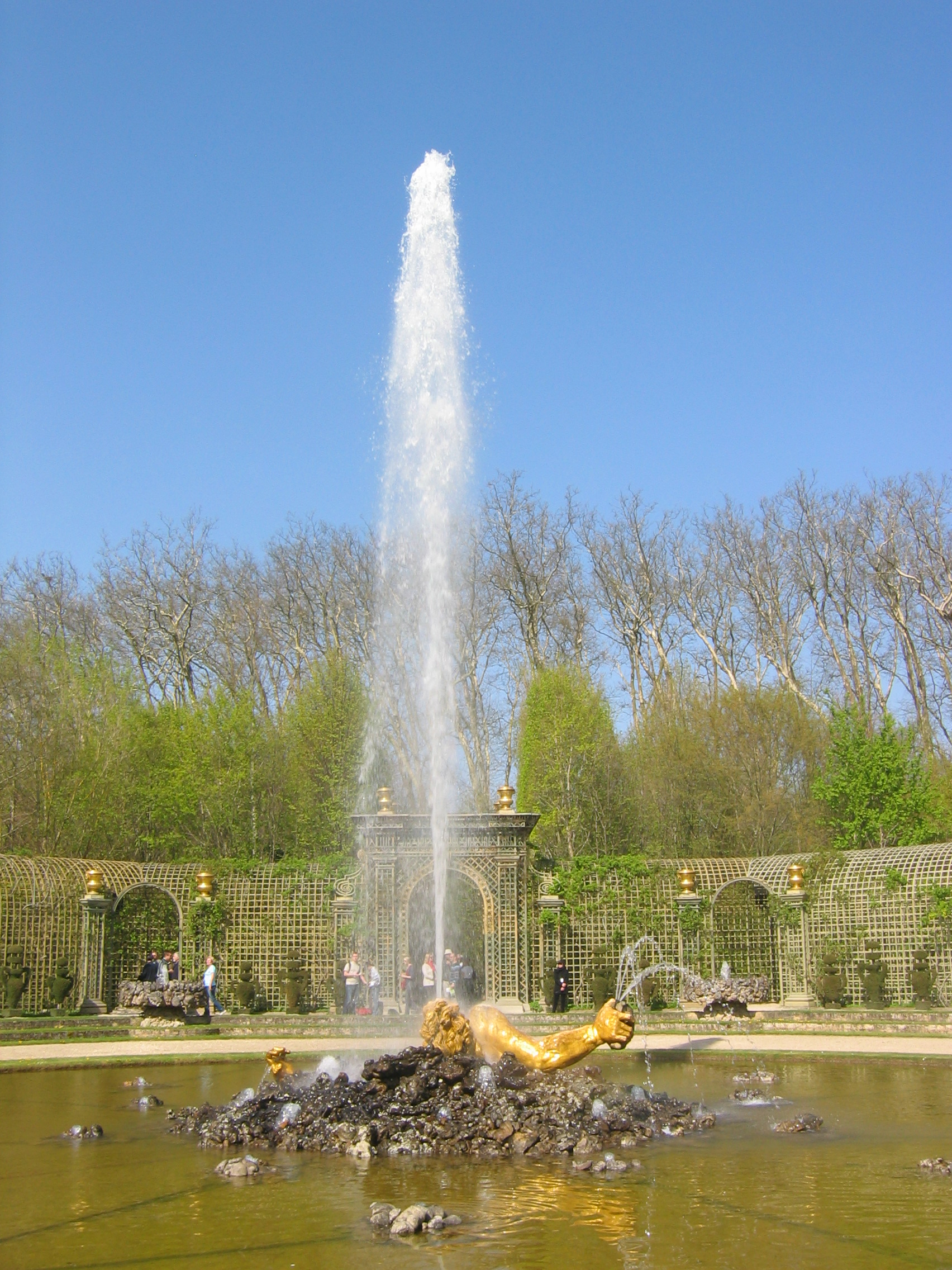
Jet d'eau de 78 pieds (25.75 mètres) de hauteur.

Bosquet modifié et simplifié par Jules Hardouin-Mansart dans les années 1700, la décoration de Le Nôtre se révélant démodée et coûteuse d'entretien.
En 1998, dans le cadre de la remise en état des jardins de Versailles voulu par Jean-Pierre Babelon, directeur du domaine, à la suite de la tempête de février 1990, la fontaine de l'Encelade est rétablie dans son état primitif sous la direction de Pierre-André Lablaude, architecte en chef des monuments historiques. Une restitution spectaculaire mais coûteuse d'entretien qui engagea l'état pluriel des jardins des Versailles (états XVIIe, XVIIIe, XIXe et XXIe siècles) au lieu de l'état fin XVIIIe, celui de la replantation engagée par Louis XVI en 1774-1776.